# Santiago Matatlán
Santiago Matatlán è un comune del Messico, situato nello Stato di Oaxaca e capoluogo dell'omonimo municipio. La popolazione è di 9.653 abitanti secondo la stima del 2010. Attualmente è conosciuta anche come la capitale mondiale del mescal.